# クレイジーケーキ
クレイジーケーキ(英:Crazy Cake,Wacky Cake)または ワッキーケーキ、ジョーケーキ、第二次世界大戦ケーキ とは、 ココア味のスポンジケーキである。卵や乳製品を使用せず、簡単にケーキを作ることができるため、物が不足していた世界恐慌や第二次世界大戦の頃に広まっていった。
このケーキはイギリスやアメリカではとてもよく知られており、少なくとも先述したように1930年代頃には一般市民に知られていた。主な材料としては薄力粉、水、食酢（りんご酢や穀物酢を使用する場合が多い）、砂糖、重曹、バニラエッセンス、ココアパウダー、植物油、そして少々の食塩が使われる。レシピによってはベーキングパウダーが付け加えられることもある。
味のバリエーションとして、コーヒー風味やレモンのフレーバーなども存在している。
粉砂糖を表面に振りかけたり、バタークリームやホイップクリームを絞ってフロスティングを施すバニラ味のアイスクリームをトッピングすることもある。配給制があった頃の名残りで手近な材料を使ってグレーズやクリームが作られることもある。
英語圏、特にアメリカの農村部では簡便な調理法も相まってか特に人気がある。